# Estaires
Estaires – miejscowość i gmina we Francji, w regionie Hauts-de-France, w departamencie Nord.
Według danych na rok 1990 gminę zamieszkiwały 5434 osoby, a gęstość zaludnienia wynosiła 424 osób/km² (wśród 1549 gmin regionu Nord-Pas-de-Calais Estaires plasuje się na 163. miejscu pod względem liczby ludności, natomiast pod względem powierzchni na miejscu 188.).